# Mert Kömür
Mert Kömür (* 17. července 2005) je německý profesionální fotbalista, který hraje na pozici záložníka za klub FC Augsburg.

## Klubová kariéra
Kömür je mládežnickým produktem TSV 1865 Dachau a 1860 Mnichov, než se v roce 2019 přesunul do mládežnické akademie FC Augsburg. V roce 2023 se dostal do rezervního týmu v regionální lize. Svou první profesionální smlouvu podepsal 8. února 2023 do roku 2027. Svůj seniorský a profesionální debut si odbyl v Augsburgu jako náhradník při bundesligové prohře 3:1 s TSG 1899 Hoffenheim 7. dubna 2024.

## Reprezentační kariéra
Kömür se narodil v Německu a je tureckého původu. Je mládežnickým reprezentantem Německa.

## Statistiky

### Klubové
Platí k zápasu hranému 14. prosince 2024.
| Klub              | Sezóna            | Liga                | Liga   | Liga | Národní pohár | Národní pohár | Kontinentální | Kontinentální | Ostatní | Ostatní | Celkově | Celkově |
| Klub              | Sezóna            | Soutěž              | Zápasy | Góly | Zápasy        | Góly          | Zápasy        | Góly          | Zápasy  | Góly    | Zápasy  | Góly    |
| ----------------- | ----------------- | ------------------- | ------ | ---- | ------------- | ------------- | ------------- | ------------- | ------- | ------- | ------- | ------- |
| Augsburg II       | 2022/23           | Regionalliga Bayern | 10     | 2    | —             | —             | —             | —             | —       | —       | 10      | 2       |
| Augsburg II       | 2023/24           | Regionalliga Bayern | 13     | 2    | —             | —             | —             | —             | —       | —       | 13      | 2       |
| Augsburg II       | Celkově           | Celkově             | 23     | 4    | —             | —             | —             | —             | —       | —       | 23      | 4       |
| Augsburg          | 2023/24           | Bundesliga          | 4      | 1    | 0             | 0             | —             | —             | —       | —       | 4       | 1       |
| Augsburg          | 2024/25           | Bundesliga          | 5      | 0    | 2             | 0             | —             | —             | —       | —       | 7       | 0       |
| Augsburg          | Celkově           | Celkově             | 9      | 1    | 2             | 0             | —             | —             | —       | —       | 11      | 1       |
| Celkově v kariéře | Celkově v kariéře | Celkově v kariéře   | 32     | 5    | 2             | 0             | 0             | 0             | 0       | 0       | 34      | 5       |